# Cap des Trois-Pointes
Le cap des Trois-Pointes, en anglais Cape Three Points, est une petite péninsule du Ghana, dans la Région occidentale. Ce cap marque la limite occidentale du Golfe du Bénin et, avec le cap Lopez (Gabon), l'une des deux limites du golfe intérieur de Guinée ou petit golfe de Guinée. 

## Un cap célèbre dans la tradition maritime
Le cap est devenu célèbre grâce à la rare beauté de son site mais également grâce à une source d'eau douce, située à environ 200 mètres de la plage, phénomène rare. Ainsi les vaisseaux pouvaient facilement y faire de nouvelles réserves d'eau potable. Pour cette raison, l'ensemble des anciennes cartes des côtes d'Afrique mentionne le cap des Trois-Pointes, et souvent sous le nom de Cap Formosa qui signifie Belle en portugais. Les rochers entourant la source portent même la trace de vieilles inscriptions mentionnant des noms et des dates : l'une des plus visibles est 1781.
Le cap des Trois-Pointes est également appelé « la terre la plus proche de nulle part », en anglais the land nearest nowhere car elle se trouve non loin du point 0° longitude, 0° latitude, 0 altitude, qui se trouve à environ 570 km au large. 

## Le site du cap aujourd'hui
Situé près des villes de Dixcove et de Princes Town et au sud d'Akwidaa, le cap est le point le plus méridional du territoire du Ghana. Il tire son nom du fait que deux cap pierreux s'avancent dans la mer de part et d'autre de la pointe principale, formant ainsi trois pointes. 
Il est doté d'un phare, construit en 1875 par les Anglais qui se trouve aujourd'hui en ruines. Un second phare a été reconstruit en 1921, afin de faciliter la navigation maritime dans le golfe de Guinée. Il fonctionne aujourd'hui à l'énergie solaire